# یواس‌اس سیمران (۱۸۶۲)
یواس‌اس سیمران (۱۸۶۲) (به انگلیسی: USS Cimarron (1862)) یک کشتی بود که طول آن ۲۰۵ فوت (۶۲ متر) بود. این کشتی در سال ۱۸۶۲ ساخته شد.